# 鴻福食品
鴻福食品工廠有限公司（英語：Hurng Fur Foods Factory Co., Ltd.，簡稱：鴻福食品，品牌為九福），為台灣一家食品企業，以製造鳳梨酥、沙琪瑪、洋芋片、煎餅、台灣餅乾相關產品為主。

## 歷史
鴻福食品創立於1971年，總公司位於新北市新店區，工廠有兩處，位於新北市板橋區、桃園市楊梅區。成立『九福』品牌，生產七大產品，沙琪瑪、洋芋片、煎餅、堅果酥、鳳梨酥、小餅乾、台灣傳統休閒食品等。

## 旗下品牌
- 九福

## 外部連結
- 鴻福食品(九福)官網 （页面存档备份，存于）
- 九福幸福點心研究所的Facebook專頁